# غيسل إلينجسن
غيسل إلينجسن (بالنرويجية البوكمول: Gisle Ellingsen)‏ هو منافس ألعاب قوى نرويجي، ولد في 11 أكتوبر 1965.